# Jaworowa Grań

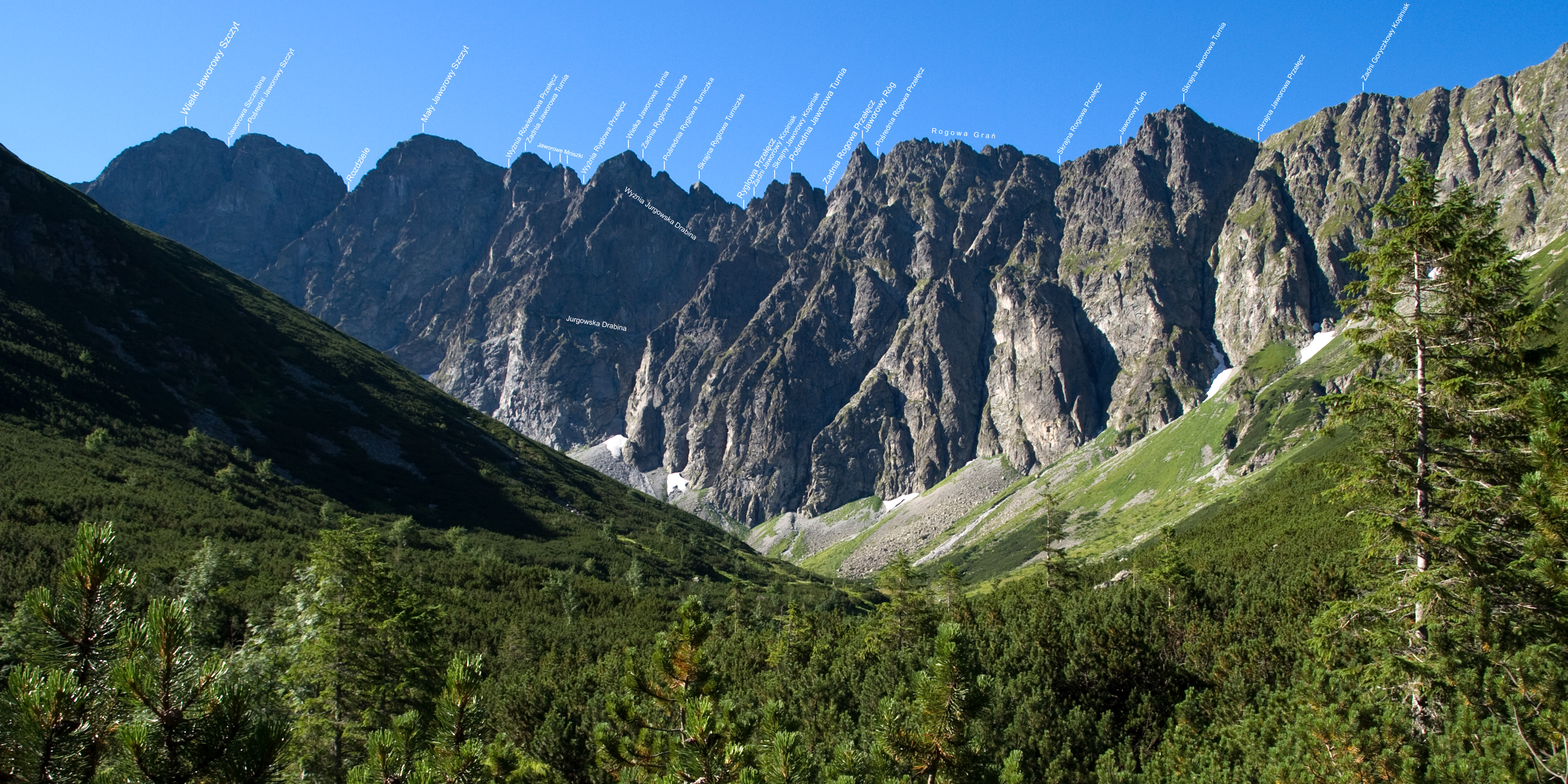
Jaworowy Mur (podpisane formacje)

Jaworowa Grań (słow. Javorový hrebeň, niem. Javorovagrat, Ahorngrat, Uhrngrat, węg. Jávor-gerinc, Javorova-gerinc) – boczna grań odchodząca od Małego Jaworowego Szczytu (Malý Javorový štít) w kierunku północno-zachodnim i ciągnąca się aż do Szerokiej Przełęczy (Široké sedlo), za którą wznosi się masyw Szerokiej Jaworzyńskiej. Grań ta położona jest pomiędzy Doliną Białej Wody (Bielovodská dolina) i Doliną Jaworową (Javorová dolina). Od Małego Jaworowego Szczytu oddzielona jest Wyżnią Rówienkową Przełęczą (Zadné Javorové sedlo).
Jaworowa Grań dzieli się na dwie części różniące się od siebie charakterem krajobrazu, rozdzielone Skrajną Jaworową Przełęczą:
- Jaworowe Turnie (Javorové veže) – urwiste turnie opadające ku Dolinie Jaworowej murem skalnym
- Jaworowe Wierchy – grupa kopulastych, głównie trawiastych szczytów.

Pierwsze przejście turystyczne większości Jaworowej Grani mogło należeć do Karola Englischa i Adolfa Kamińskiego (1 sierpnia 1902 r.), osiągnięcie to jest jednak kwestionowane. Kolejne przejście od Zielonej Przełęczy do Małego Jaworowego Szczytu (z obejściem części grani) było dziełem Romana Kordysa i Jerzego Maślanki 27 sierpnia 1905 r. Pierwsze przejście ściśle według grani miało miejsce 3 czerwca 1911 r., a dokonali go Alfréd Grósz, Tibold Kregczy i Lajos Rokfalusy. Zimą osiągnięcie to powtórzyli jako pierwsi Jozef Koršala, Ladislav Šedivý, Alan Štolc i Pavel Vavro 12 kwietnia 1961 r.